# Tonći Mujan
Tonći Mujan (sinh 19 tháng 7 năm 1995) là một cầu thủ bóng đá người Croatia thi đấu ở vị trí tiền vệ cánh trái.
Mujan từng thi đấu tại Việt Nam trong màu áo Hà Nội mùa giải 2022.
Ở cấp độ quốc tế, Mujan từng thi đấu cho các đội tuyển trẻ từ U-14 đến U-19 của Croatia.

## Sự nghiệp câu lạc bộ
Là một tiền đạo cánh hay tiền đạo theo hướng tấn công thiên về cánh trái, Mujan vượt lên nhiều bậc ở học viện trẻ Hajduk Split. Là một cầu thủ trẻ quốc gia, anh ra mắt đội một lúc 17 tuổi, ngày 4 tháng 5 năm 2013, trong thất bại trên sân khách trước RNK Split, thay người cho Ivan Vuković ở phút thứ 66. Ngày 31 tháng 1 năm 2014, anh gia nhập Deportivo de La Coruña B theo dạng cho mượn.
Ngày 6 tháng 2 năm 2017, anh gia nhập câu lạc bộ Slovenia Krško.

## Danh hiệu
Hà Nội
- V.League 1: 2022
- Cúp quốc gia: 2022